# Rachel Riley

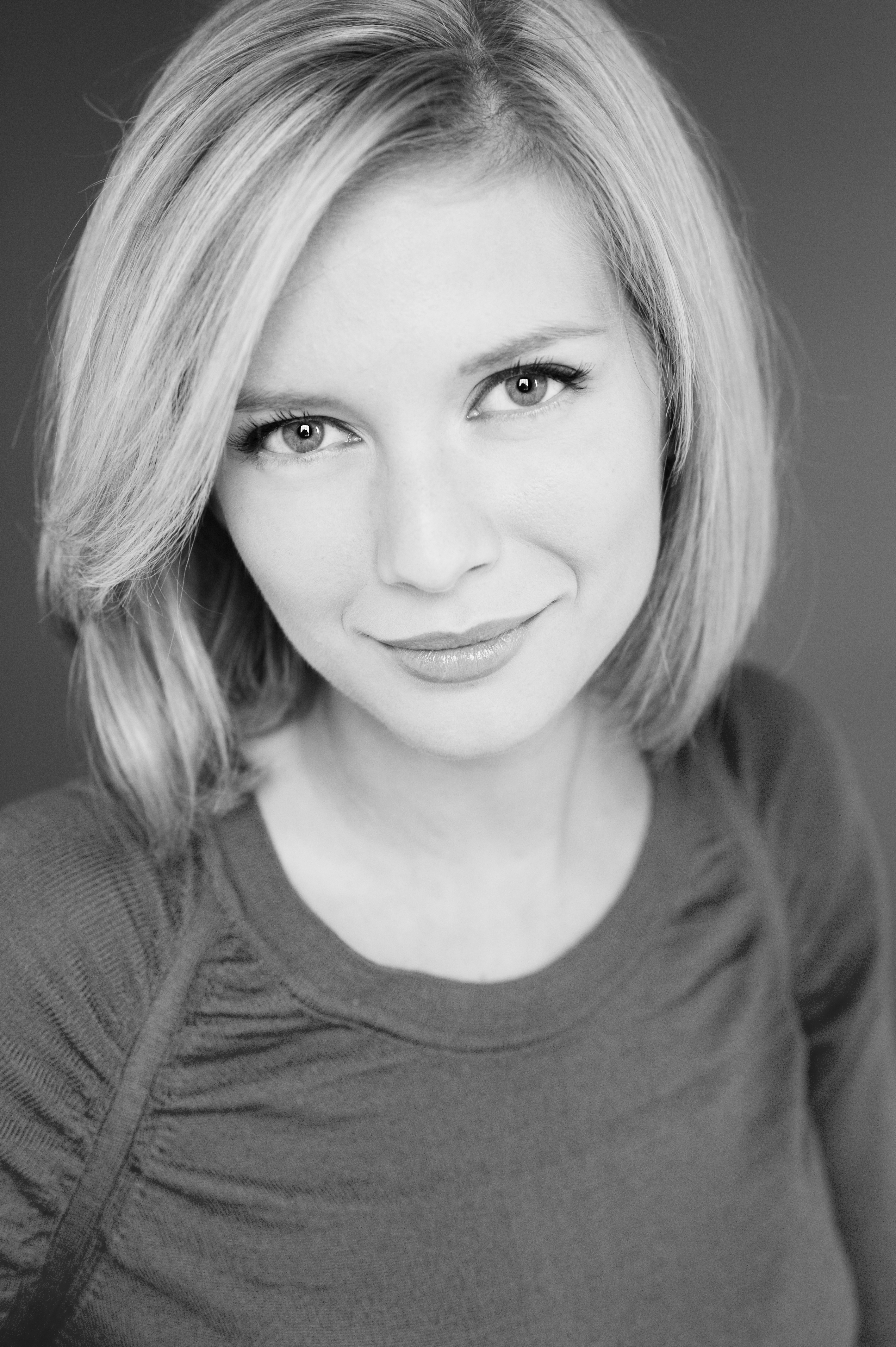
Rachel Riley, 2011

Rachel Annabelle Riley (* 11. Januar 1986 in Rochford, Essex) ist eine britische Mathematikerin und Fernsehmoderatorin.

## Kindheit und Jugend
Riley wuchs in Southend-on-Sea auf und besuchte die Southend High School for Girls, wo sie vier Einsen im A-Level erreichte. Anschließend erwarb sie einen Master in Mathematik an der University of Oxford.
Während eines Studienurlaubs erwog Riley eine Karriere im Finanzsektor und absolvierte ein Praktikum bei der Deutschen Bank in der Londoner City.

## Fernsehkarriere

### Countdown
Bei der Sendung Countdown hat Riley die langjährige Moderatorin Carol Vorderman abgelöst. Wie Vorderman hat Riley die Aufgabe, in den Buchstaben- und Zahlenrunden die Spielsteine auf dem Brett zu platzieren und in den Zahlenrunden eine genaue Lösung zu finden, wenn die Kandidaten dazu nicht in der Lage sind.
Seit der Erstausstrahlung am 2. Januar 2012 hat Riley ihre Rolle in Countdown auch in der Comedy-Crossover-Version 8 Out of 10 Cats Does Countdown an der Seite von Comedian Jimmy Carr als Moderator gespielt.

### Strictly Come Dancing
Ab September 2013 nahm Riley an der elften Staffel der BBC-One-Tanzsendung Strictly Come Dancing mit dem professionellen Tänzer Pasha Kovalev als Tanzpartner teil. Sie schied in der sechsten Woche der Show im November 2013 aus.

### Andere Sendungen
Von 2013 bis 2014 war Riley Co-Moderatorin der Channel 5-Sendung The Gadget Show mit Jason Bradbury. Sie moderierte drei Folgen der Sendung und wurde später durch Amy Williams ersetzt.
2016 war Riley Teil des dreiköpfigen Moderationsteams für die sechsteilige ITV-Serie It's Not Rocket Science, die der Sender als Unterhaltungsserie über die Wissenschaft bezeichnete. Ihre Co-Moderatoren waren Ben Miller und Romesh Ranganathan.
Im August 2016 wurde bekannt gegeben, dass Riley zu Sky Sports gewechselt ist, um Friday Night Football und Fantasy Football Club mit Max Rushden und Paul Merson zu moderieren. Sie verließ Friday Night Football im Jahr 2017.

## Privatleben
Im August 2012 heiratete Riley Jamie Gilbert, den sie während ihres Studiums an der Universität Oxford kennengelernt hatte. Im November 2013 wurde bekannt gegeben, dass sie sich trennten. Nach ihrer Teilnahme an der Show Strictly Come Dancing im Dezember 2013 begann sie, mit ihrem Tanzpartner Pasha Kovalev auszugehen. Am 28. Juni 2019 heirateten Riley und Kovalev in Las Vegas. Das Paar hat zwei Töchter.
Rileys Mutter ist Jüdin. Sie sagte, dass ihre Familie während der Pogrome aus Russland emigrierte. Sie ist Atheistin.

## Kampagne gegen Antisemitismus
Im Jahr 2018 begann Riley eine Kampagne gegen die Art und Weise, wie die Labour-Partei unter der Führung von Jeremy Corbyn mit Antisemitismusvorwürfen umgegangen war.  Im Januar 2019 hielt Riley eine Rede bei einem Empfang in Westminster für den Holocaust Educational Trust.

## MINT-Engagement
Riley hat Schulen besucht, um die Schüler für die „Freuden der angewandten Mathematik, der Quantenmechanik, der Zeitreisen und vieles mehr“ zu begeistern.
Im Oktober 2021 veröffentlichte Riley ihr erstes Buch, At Sixes and Sevens: How to Understand Numbers and Make Maths Easy.

## Auszeichnungen
- Riley wurde bei den Neujahrsehrungen 2023 für ihre Verdienste um die Holocaust Education zum Mitglied des Order of the British Empire (MBE) ernannt.[25]